# Episodi di Sanditon (prima stagione)
La prima stagione della serie televisiva Sanditon, composta da 8 episodi, è stata trasmessa dall'emittente britannica ITV dal 25 agosto al 13 ottobre 2019.
In Italia la stagione è andata in onda su LaF dal 18 settembre al 9 ottobre 2020.
| nº | Titolo originale | Titolo italiano | Prima TV UK       | Prima TV Italia   |
| -- | ---------------- | --------------- | ----------------- | ----------------- |
| 1  | Episode 1        | Episodio 1      | 25 agosto 2019    | 18 settembre 2020 |
| 2  | Episode 2        | Episodio 2      | 1º settembre 2019 | 18 settembre 2020 |
| 3  | Episode 3        | Episodio 3      | 8 settembre 2019  | 18 settembre 2020 |
| 4  | Episode 4        | Episodio 4      | 15 settembre 2019 | 25 settembre 2020 |
| 5  | Episode 5        | Episodio 5      | 22 settembre 2019 | 25 settembre 2020 |
| 6  | Episode 6        | Episodio 6      | 29 settembre 2019 | 25 settembre 2020 |
| 7  | Episode 7        | Episodio 7      | 6 ottobre 2019    | 9 ottobre 2020    |
| 8  | Episode 8        | Episodio 8      | 13 ottobre 2019   | 9 ottobre 2020    |

## Episodio 1
- Titolo originale: Episode 1
- Diretto da: Olly Blackburn
- Scritto da: Andrew Davies

### Trama
Quando un incidente in carrozza fa incontrare Charlotte Heywood alla famiglia Parker, lei coglie l'opportunità di lanciarsi nell'avventura che tanto sognava tornando con loro a Sanditon, una località balneare che Tom Parker sta ampliando. Charlotte però scopre presto che gli abitanti della cittadina si comportano in modi curiosi e imprevedibili che mai avrebbe potuto immaginare.

## Episodio 2
- Titolo originale: Episode 2
- Diretto da: Olly Blackburn
- Scritto da: Andrew Davies

### Trama
Charlotte e Sidney Parker si incontrano di nuovo, lasciando Charlotte confusa dall'incontro casuale. Le tensioni che circondano l'arrivo della signorina Georgiana Lambe a Sanditon esplodono al grande pranzo a base di ananas di Lady Denham e Sir Edward ed Esther Denham si rendono conto che Clara Berenton rappresenta una minaccia per le loro ambizioni.

## Episodio 3
- Titolo originale: Episode 3
- Diretto da: Olly Blackburn
- Scritto da: Andrew Davies e Justin Young

### Trama
Chalotte si propone di evitare Sidney, fino a quando un grave incidente non li costringe a stare insieme e di rivalutarsi a vicenda. Tom Parker e Lady Denham si incontrano quando lui porta un nuovo dottore in città, mentre Clara fa una mossa audace nel tentativo di battere Edward ed Esther.

## Episodio 4
- Titolo originale: Episode 4
- Diretto da: Lisa Clarke
- Scritto da: Andrew Davies e Justin Young

### Trama
L'arrivo dell'amore proibito di Georgiana fa sì che Charlotte metta in dubbio la sua opinione su Sidney. Nel frattempo Clara è testimone di un momento tra Esther ed Edward che le fa maturare dei sospetti sulla loro relazione, con conseguenze devastanti per Esther.

## Episodio 5
- Titolo originale: Episode 5
- Diretto da: Lisa Clarke
- Scritto da: Andrew Davies e Andrea Gibb

### Trama
Le tensioni tra Tom e i suoi operai esplodono durante la partita di cricket a Sanditon. Charlotte e Sidney continuano a scontrarsi, mettendo Georgiana in un terribile pericolo, mentre Lord Babington offre a Esther la prospettiva di un futuro migliore.

## Episodio 6
- Titolo originale: Episode 6
- Diretto da: Lisa Clarke
- Scritto da: Andrew Davies e Justin Young

### Trama
Charlotte e Sidney arrivano ai ferri corti, ma devono collaborare nel tentativo di salvare Georgiana, che è stata rapita. Tom cerca di salvare Sanditon e il suo matrimonio. Quando Lady Denham si ammala gravemente, Edward e Clara stipulano uno scandaloso accordo per mettere finalmente le mani sulla sua eredità. Charlotte inizia a vedere Sidney sotto una nuova luce e viceversa.

## Episodio 7
- Titolo originale: Episode 7
- Diretto da: Charles Sturridge
- Scritto da: Andrew Davies e Justin Young

### Trama
Con l'avvicinarsi della regata estiva di Sanditon, Sidney lotta con i suoi sentimenti nei confronti di Eliza Campion, la sua ex fidanzata, e Young Stringer rivela i suoi sentimenti a Charlotte. Con Lady Denham in punto di morte, le tensioni tra Edward, Clara ed Esther arrivano al culmine, con conseguenze sorprendenti.

## Episodio 8
- Titolo originale: Episode 8
- Diretto da: Charles Sturridge
- Scritto da: Andrew Davies e Harriet Creelman

### Trama
La notte del ballo di mezza estate, i vari interessi romantici si risolvono. Tuttavia un incendio lascia Tom sull'orlo del fallimento. Sidney dice a Charlotte che, per salvare il progetto Sanditon e le fortune di suo fratello, ha intenzione di sposare Eliza Campion per acquisire la sua ricchezza.